# Manerba del Garda
Manerba del Garda är en kommun i provinsen Brescia i regionen Lombardiet i Italien. Kommunen hade 5 370 invånare (2018).